# Beyond (Freedom Call)
Beyond är det tyska power metal-bandet Freedom Calls åttonde studioalbum. Det släpptes i februari 2014 av skivbolaget Steamhammer. Det var det första albumet med den nye trummisen Ramy Ali samt det femte med återvändande basisten Ilker Ersin.
Bandet spelade in en musikvideo till låten "Union of the Strong".

## Låtlista
1. "Union of the Strong" – 5:02
2. "Knights of Taragon" – 4:44
3. "Heart of a Warrior" – 3:13
4. "Come On Home" – 4:03
5. "Beyond" – 7:49
6. "Among the Shadows" – 3:45
7. "Edge of the Ocean" – 3:37
8. "Journey into Wonderland" – 3:59
9. "Rhythm of Light" – 4:03
10. "Dance Off the Devil" – 3:45
11. "Paladin" – 4:09
12. "Follow Your Heart" – 3:51
13. "Colours of Freedom" – 4:15
14. "	Beyond Eternity" – 3:03

## Medverkande
Musiker
- Chris Bay – sång, gitarr
- Lars Rettkowitz – gitarr
- Ilker Ersin – basgitarr
- Ramy Ali – trummor

Bidragande musiker
- Mitch Schmitt - körsång
- Daniel Haag - körsång
- Chris Stark - körsång
- Roland Jahoda - körsång
- Felix Piccu - körsång
- Anne Maertens - violin

Produktion
- Chris Bay – producent, ljudtekniker
- Stephan Ernst – producent, ljudtekniker, mixning
- Christoph Beyerlein - mastering
- Jens Reinhold - Albumomslag, design
- Mischa Dorschner - foto